# Tony Hawk's Pro Skater
Tony Hawk's Pro Skater, distribuido como Tony Hawk's Skateboarding en el Reino Unido, Australia, Nueva Zelanda y partes de Europa, es un videojuego de skateboarding desarrollado por Neversoft y publicado por Activision. Fue estrenado para PlayStation el 29 de septiembre de 1999 y luego tuvo ports a Nintendo 64, Game Boy Color, Dreamcast e incluso N-Gage.
Este videojuego tiene lugar en un entorno 3D impregnado de un ambiente de música rock punk y ska. El jugador toma el control de una variedad de skaters famosos y debe completar misiones realizando trucos de skate y recolectando objetos. El videojuego ofrece varios modos de juego, incluido un modo de carrera en el que el jugador debe completar objetivos y evolucionar los atributos de su personaje, un modo de juego libre en el que el jugador puede usar su skate sin ningún objetivo determinado y un modo multijugador que presenta una cantidad de juegos competitivas.
En esta primera entrega, los movimientos no eran editables, simplemente se asumían las maniobras propias de cada skater. Trucos como el double o triple kickflip no podían ejecutarse de un solo movimiento.
Se podía optar por el modo Arcade o mejor dicho "Carrera", donde se iría avanzando por los diferentes escenarios según se cumplan los objetivos propuestos en cada nivel, o también se puede jugar en modo libre.
Fue recibido con elogios por parte de la crítica especializada en todas las versiones, excepto en la versión para Game Boy Color, que tuvo una recepción más mixta. Gracias a un potente motor gráfico para su época, logró ser un referente indiscutible durante años, dando pie a una serie bastante prolífica.

## Jugabilidad
Tony Hawk's Pro Skater pone al jugador en control de un famoso skater y tiene lugar en una vista en tercera persona con una cámara fija. El objetivo del videojuego es realizar trucos y combinaciones de los mismos en un esfuerzo por aumentar la puntuación del jugador. El movimiento se puede modificar con la cruceta, y los ollies, agarres, volteretas y deslizamientos se asignan a botones individuales. Cada skater tiene ocho agarres, ocho deslizamientos y ocho volteretas. La cantidad de puntos obtenidos por una secuencia de trucos exitosa depende de la cantidad de tiempo que se permanece en el aire, el grado de rotación y la cantidad y variedad de trucos realizados; cuanto más se realice un solo truco en una misma secuencia, menos puntos ganará. Cuando el jugador logra realizar trucos, aumenta una barra especial. Cuando este indicador está lleno y parpadeando, el jugador es capaz de realizar un truco especial que vale muchos más puntos que los trucos ordinarios. Si el jugador comete un bail (se cae de su skate), se pierden los puntos que se hayan ganado con el combo actual y se vacía la barra especial.
En el "Modo carrera" del videojuego, el jugador debe completar cinco objetivos (representados por cintas de vídeo) en cada nivel en un período de dos minutos. El jugador no está obligado a completar todos los objetivos en una sola carrera; cualquier objetivo completado puede quedar registrado en la memoria del videojuego, lo que permite que se completen otros objetivos dentro de múltiples jugadas de un mismo nivel. Dos objetivos comunes en cada nivel se logran acumulando dos puntajes definidos, que aumentan gradualmente en dificultad a lo largo del videojuego; mientras que otro objetivo común es recolectar letras de la palabra "SKATE". Otro objetivo común es destruir cinco de un determinado objeto dentro de cada nivel. El quinto objetivo es algo más variado, pero a menudo se enfoca en un elemento específico que se encuentra en cada nivel. Completar objetivos desbloquea niveles y equipos adicionales para su uso. Tres de los niveles del modo tienen lugar en un entorno competitivo en el que el jugador actúa para los jueces y acumula la puntuación más alta en tres rondas de un minuto. El jugador recibe una medalla de bronce, plata u oro dependiendo de la puntuación final que obtenga. Otros modos para un jugador incluyen la "Sesión única", en la que el jugador puede acumular libremente una puntuación alta en dos minutos utilizando cualquier nivel y personaje obtenido previamente, y el "Skate libre", en el que no se impone ningún límite de tiempo.
El videojuego cuenta con diez skaters profesionales, incluido el personaje titular Tony Hawk, junto con dos personajes originales desbloqueables; Officer Dick y Private Carrera.
El modo multijugador se juega mediante dos jugadores en una vista de pantalla dividida y ofrece tres juegos: "Graffiti", "Trick Attack" y "HORSE". En "Graffiti", los jugadores deben acumular la puntuación más alta cambiando los elementos de nivel a su propio color mediante el uso de trucos de skate. Si un jugador realiza un truco de mayor puntuación en un elemento que ya ha sido marcado, el elemento cambiará al color de ese jugador. "Trick Attack" es un modo en el que los jugadores deben acumular la puntuación más alta encadenando trucos. "HORSE" es un juego que se juega de forma intermitente entre dos jugadores, que deben competir en rondas de ocho segundos o hasta que se haga un truco. El jugador con la puntuación más baja en cualquier turno recibe una letra de la palabra "HORSE" o cualquier palabra que los jugadores hayan generado antes del comienzo del juego. El primer jugador en acumular la palabra entera pierde.

### Skaters
El videojuego presentaba un total de diez skaters profesionales de la vida real, junto con dos personajes originales desbloqueables.
- Tony Hawk
- Bob Burnquist
- Kareem Campbell
- Rune Glifberg
- Bucky Lasek
- Chad Muska
- Andrew Reynolds
- Geoff Rowley
- Elissa Steamer
- Jamie Thomas
- Officer Dick
- Private Carrera

### Escenarios
- Warehouse: Woodland Hills
- School: Miami
- Mall: New York
- Skatepark: Chicago
- Downtown: Minneapolis
- Downhill Jam: Phoenix
- Burnside: Portland (Oregón)
- Streets: San Francisco
- Roswell

## Banda sonora
1. Aim - "Ain't Got Time to Waste" (sólo incluida en la versión PAL para PS)
2. Aquasky - "Blue Thunder" (sólo incluida en la versión PAL para PS)
3. Dead Kennedys - "Police Truck"
4. The Ernies - "Here & Now"
5. Even Rude - "Vilified"
6. Goldfinger - "Superman" (no está incluida en la versión para N-Gage)
7. Grand Unified - "Le Hot" (sólo está incluida en la versión PAL para PS)
8. Primus - "Jerry Was a Race Car Driver"
9. Speedealer - "Screamer "Nothing to Me" (no está incluida en la versión para N64)
10. Suicidal Tendencies - "Cyco Vision"
11. The Suicide Machines - "New Girl"
12. Unsane - "Committed"
13. The Vandals - "Euro Barge" (no está incluida en la versión para N64)
14. The Vandals - "Change My Pants" (sólo incluida en las primeras versiones para PS)
15. Bullet for My Valentine - "Hand of Blood" (sólo incluida en la versión remasterizada)

## Desarrollo
Tras los lanzamientos del videojuego arcade Top Skater (1997) de Sega y el videojuego Street Sk8er (1998) de Electronic Arts para PlayStation, Activision identificó los videojuegos de simulación de skateboarding como un mercado en crecimiento en la industria de los videojuegos y concluyó que tales títulos resonarían con un público joven. Precediendo a la participación de Neversoft en el proyecto, la tarea de desarrollar un título de skateboarding para Activision se le dio a otro estudio. Sin embargo, el intento de este estudio no impresionó a Activision y no pasó de la etapa conceptual. Luego, el editor decidió confiar el proyecto a Neversoft, que recientemente había completado el videojuego de disparos en tercera persona Apocalypse en nueve meses. Aunque Neversoft nunca antes había desarrollado un videojuego deportivo, el equipo de desarrollo confiaba en su capacidad para realizar la tarea antes de la fecha límite establecida para la temporada navideña de 1999.
Durante el desarrollo, el equipo de Neversoft pasaba su tiempo de descanso para la hora del almuerzo en una pista de bowling cerca del estudio, donde jugaban y luego estudiaban al Top Skater de Sega (dirigido por el creador de Crazy Taxi, Kenji Kanno) en los salones arcade. El diseño del videojuego sirvió como una fuerte influencia básica, junto con las observancias de los skaters reales actuando durante le evento X Games de ese año, que tuvo lugar durante el desarrollo del videojuego. Aunque el equipo decidió desde el principio que la linealidad de Top Skater carecía del sentido de diversión que buscaban, el elemento de "pista de carreras" se mantuvo en dos de los niveles finales del videojuego. A diferencia de los títulos posteriores de la serie, Neversoft no se enfocó principalmente en el uso de ubicaciones preexistentes como referencia para el diseño de niveles del videojuego, sino que simplemente imaginó posibles áreas de skate, como una escuela o una ciudad, e incorporó elementos como rampas y rieles para beneficiar a la jugabilidad. El equipo priorizó conscientemente la diversión por sobre el realismo en el enfoque del diseño de niveles y las físicas del videojuego.
Su motor de videojuego es una versión modificada del título anterior de Neversoft, Apocalypse, y el prototipo del videojuego usaba el mismo personaje interpretado por Bruce Willis para aquel otro videojuego como un personaje jugador placeolder. Una vez que el prototipo alcanzó un estado funcional y demostrable, el equipo de Neversoft se percató de que necesitarían un skater profesional para brindar asistencia durante el resto de la producción. En ese momento, Tony Hawk había sido una figura popular dentro del skateboarding durante bastante tiempo. En septiembre de 1998, Activision se puso en contacto con Hawk y organizó una reunión entre él y Neversoft. Hawk quedó rápidamente impresionado por la devoción de los miembros del equipo de diseño por el skateboarding, los controles y el motor de la construcción inicial de su videojuego y acordó prestar su nombre y su participación en la producción. Posteriormente, Hawk rechazaría la oferta de Activision de una única compra por el uso permanente de su nombre y semejanza en el videojuego en favor de optar por un acuerdo de regalías en el que Hawk ganaría un porcentaje por cada copia vendida. Como resultado del eventual éxito de la serie, Hawk ganaría diez veces la oferta inicial de Activision en dos años. El 14 de enero de 1999, Activision anunció públicamente su acuerdo con Hawk para incluirlo en el videojuego. El vicepresidente sénior de Activision, Mitch Lasky, en una entrevista con GameSpot, declaró que el personaje estaba destinado a "reflejar el estilo característico de Tony: una mezcla intensa de acrobacias y skating técnico extremo". Hawk comentó que "[él] siempre había querido ayudar a crear un videojuego que representara la realidad y la emoción del skateboarding profesional".
Hawk pasaría el tiempo de desarrollo jugando periódicamente a través de las compilaciones del juego y proporcionando feedback. También seleccionaría personalmente a un grupo de otros skaters profesionales para incluirlos como personajes jugadores en función de sus habilidades, personalidades y diversidad; cada skater recibió una parte de las regalías y pudo seleccionar su propio atuendo y truco especial para el videojuego. Mientras animaban a los skaters, el equipo de diseño dependía en gran medida del uso del metraje disponible como referencia. Se intentó incorporar la captura de movimiento para ayudar al realismo de la animación, pero debido a la relativa infancia de esa tecnología en aquel momento, finalmente se determinó que el resultado no se habría traducido tan bien como lo que ya se había animado. El 900 que aparece en el videojuego se extrajo del metraje de la famosa actuación de Hawk de esa proeza en los X Games ese mismo verano y, como resultado, fue una adición relativamente tardía.
La característica de tener que recolectar de cintas de vídeo se inspiró directamente en la recolección de estrellas en el videojuego Super Mario 64. Al diseñar los objetivos, el equipo se reunía alrededor de una mesa, dibujaban un nivel y luego se preguntaban qué se podría llegar a implementar dentro de ese nivel, sobre lo cual los miembros del equipo propondrían sus ideas. Los conceptos rechazados que surgieron de estas sesiones incluyen niveles que tendrían lugar en una autopista y un rompeolas, y un escenario en el que el jugador perdería una rueda y tendría que patinar sobre tres ruedas. Originalmente, los manuales estaban destinados a ser implementados en el juego, pero se omitieron debido a limitaciones de tiempo; los manuales se incluirían posteriormente en Tony Hawk's Pro Skater 2.

### Promoción y lanzamiento
La inclusión de Elissa Steamer en el videojuego, junto con la fecha de lanzamiento final del videojuego del 29 de septiembre, se presentó el 26 de agosto de 1999. Se integró una demo jugable con solo dos skaters disponibles en el CD recopilatorio Jampack Summer '99 distribuido por PlayStation Underground. El videojuego estuvo disponible para pedidos por adelantado dos semanas antes del lanzamiento del videojuego; aquellos que preordenaron el videojuego en Electronics Boutique o FuncoLand respectivamente recibieron una réplica en miniatura del skate Birdhouse de Tony Hawk, una hoja de calcomanías con los diez skaters profesionales del videojuego y un tip de juego en la parte posterior de cada calcomanía. Se incluyó una segunda demo jugable en un disco recopilatorio de promoción distribuido por Pizza Hut el 14 de noviembre.
Si bien Neversoft comenzaría el desarrollo de la secuela del videojuego, Tony Hawk's Pro Skater 2, poco antes del lanzamiento del primer videojuego, Activision le confiaría la versión port del videojuego para Nintendo 64 a Edge of Reality, que recientemente había producido el port de Monster Truck Madness 2 para ese mismo sistema. La versión para Nintendo 64, así como la versión para Game Boy Color, recibieron una intensa campaña publicitaria multimillonaria en varios de los principales canales dirigidos a los jóvenes en los Estados Unidos a partir de abril de 2000. Clientes que compraron la versión para Game Boy Color en Toys "R" Us o en FuncoLand recibieron un skate en miniatura de edición especial.
Como resultado de las decepcionantes ventas de Blue Stinger, Activision estaba disuadida de publicar más títulos para Dreamcast y cedió la distribución de Tony Hawk's Pro Skater para la consola a Crave Entertainment. Tras las especulaciones en línea y los comentarios insinuantes de insiders de la empresa, se anunció oficialmente un port para Dreamcast desarrollado por Treyarch el 14 de diciembre para su lanzamiento durante el segundo trimestre de 2000. The N-Gage version was slated for an October 2003 release. La versión para N-Gage estaba programada para su lanzamiento en octubre de 2003. Esa versión del videojuego venía incluida con la N-Gage QD que se lanzó en 2004.

## Portabilidad
La versión port para Nintendo 64 fue desarrollada por Edge of Reality y estrenada el 15 de marzo de 2000. Si bien ese port es en gran medida fiel a la versión original y conserva todos los modos de juego, personajes y niveles, la banda sonora se truncó y se eliminaron las voces para acomodarse al espacio reducido en el formato del cartucho. Los efectos de sangre también se descartaron, para que así Nintendo pudiera comercializar el videojuego con una calificación de juego "E". La versión para Dreamcast fue desarrollada por Treyarch, publicada por Crave Entertainment y estrenada el 24 de mayo de 2000. Los gráficos y las animaciones en la versión para Dreamcast son mucho mejores que los de la versión para PlayStation.
La versión para Game Boy Color fue desarrollada por Natsume y estrenada el 30 de marzo de 2000. La versión para Game Boy Color es una adaptación más que una versión port real de la versión original para PlayStation debido a la capacidad limitada de esa consola portátil. El videojuego ofrece dos estilos de juego diferentes: una vista aérea con desplazamiento vertical y una vista de desplazamiento lateral en la que hay una rampa a cada lado. Hay cuatro modos de juego en los que el jugador solo puede realizar algunos trucos. En el "Modo medio tubo", el jugador debe intentar lograr la puntuación más alta posible. El "Modo torneo" es un juego de desplazamiento vertical de cinco niveles en el que el jugador debe competir contra tres skaters controlados por computadora y alcanzar el rango más alto. Los saltos se realizan automáticamente cuando el jugador maniobra en las rampas y los trucos se muestran como una breve imagen estática. El "Modo versus" y el "Modo rival" son idénticos al "Modo torneo", excepto que el jugador juega en un solo nivel contra un solo adversario; el adversario en "Modo rival" está controlado por computadora, mientras que el adversario en "Modo versus" es humano, lo que requiere el uso de un Cable Game Link.
La versión para N-Gage fue desarrollada por Ideaworks3D y estrenada el 13 de octubre de 2003, una semana después del estreno de N-Gage. El videojuego es un port fiel de la versión original para PlayStation y conserva la mayoría de los personajes, niveles, esquema de control y música original al tiempo que agrega niveles de Tony Hawk's Pro Skater 2 y dos juegos multijugador. El modo multijugador del videojuego opera a través de la función Bluetooth de N-Gage.
Una remasterización tanto del primer videojuego como de Tony Hawk's Pro Skater 2, titulada Tony Hawk's Pro Skater 1 + 2, fue desarrollada por Vicarious Visions y estrenada el 4 de septiembre de 2020 para Microsoft Windows, PlayStation 4 y Xbox One. La remasterización incluye todos los niveles y skaters originales de los videojuegos originales, pero también incluye modos mejorados de creación de skaters y creación de parques, multijugador en línea y otras características nuevas, y presenta la mayoría de las bandas sonoras originales, con algunas excepciones debido a inconvenientes de licencia.

## Recepción
Tony Hawk's Pro Skater fue recibido con elogios de la crítica especializada. Doug Perry de IGN elogió la jugabilidad "imaginativa, profunda y sorprendentemente adictiva", la curva de aprendizaje "estable y consistente", los controles "intuitivos y naturales", los niveles grandes y complejos, las físicas "asombrosas" y la banda sonora "perfecta". Perry concluyó que el videojuego había "capturado la esencia pura y la sensación radical del skateboarding, entregándolo en una forma casi perfecta en la PlayStation con un dominio y un sentido de delicadeza de programación más allá de la imaginación de cualquiera", y describió al videojuego como "esa rara joya de juego que desafía lo que otros desarrolladores dicen que no se puede hacer". Jeff Gerstmann de GameSpot elogió los gráficos, la velocidad de fotogramas, la cámara y los efectos de sonido del videojuego, y declaró que era "una adición digna a la colección de PlayStation de cualquiera", aunque personalmente no le gustaba la banda sonora y deseaba que hubiera más variedad en los trucos del videojuego. Además, señaló que la versión para Dreamcast usó el hardware de la consola a su favor al mostrar texturas más claras y una velocidad de fotogramas más suave "que muy bien puede hacer llorar (de alegría) a los fans veteranos del juego". Chris Carle de IGN también elogió las texturas mejoradas de la versión para Dreamcast.
Matt Casamassina de IGN elogió los efectos visuales de la versión para Nintendo 64 como "muy impresionantes" a pesar de la calidad reducida de las texturas y los efectos de video de movimiento completo omitidos, y el audio como "sorprendentemente claro", aunque comprimido y "simplificado" a adaptarse al formato de cartucho. Martin Taylor de Eurogamer citó los gráficos del videojuego como "nítidos, suaves y muy, muy difíciles de criticar", pero señaló que la banda sonora del videojuego sufrió el proceso de compresión y que la música en bucle "rápidamente se vuelve increíblemente fastidiosa"; este último sentimiento fue compartido por Dr. Moo de GameRevolution.
Al reseñar la versión para Game Boy Color, Craig Harris de IGN decidió que si bien la parte de medio tubo del videojuego "no es tan mala", la parte de vista aérea es "absolutamente estúpida"; criticó la representación de los trucos como imágenes estáticas como "destruye(ndo) completamente el flujo del juego", y señaló que ese problema se exacerba en el modo "Versus" al hacer que el juego de ambas partes se detenga cuando cualquiera de ellos realiza un truco. Frank Provo de GameSpot citó la falta de variedad de niveles en el videojuego y el audio "al límite de lo mediocre", pero consideró que era el mejor título de skateboarding creado para una consola portátil. Tanto Chadd Chambers de IGN como Jeff Gerstmann de GameSpot consideraron que la versión para N-Gage era el mejor videojuego disponible en ese sistema y quedaron relativamente impresionados con los gráficos del videojuego, pero señalaron el esquema de control menos cómodo y la calidad de sonido reducida.
Blake Fischer reseñó la versión para PlayStation del videojuego para Next Generation, calificándola con cinco estrellas de cinco, y afirmó que "ya sea que seas un skater hardcore o simplemente un aspirante, esto (te) satisfará. Imprescindible para cualquier persona con una PlayStation".
Eric Bratcher reseñó la versión para Nintendo 64 del videojuego para Next Generation, calificándola con cinco estrellas de cinco, y afirmó que es "una gran traducción que recibe un leve impacto en el rendimiento del controlador N64. Aún así, todos los propietarios de N64 deberían considerar comprar este título único-en-su-clase".
Greg Orlando reseñó la versión para Dreamcast del videojuego para Next Generation, calificándola con cinco estrellas de cinco, y dijo que "Hawk se eleva. Fin de la historia".
Tony Hawk's Pro Skater ocupó el puesto n.º 36 en la lista "Top 100 Games of All Time" (Los 100 mejores juegos de todos los tiempos) de Game Informer en su edición número 100 en agosto de 2001. El videojuego fue nominado para "Console Game of the Year" (Juego para consolas del año) y "Console Sports Game of the Year" (Juego de deportes para consolas del año) durante la tercera edición de Interactive Achievement Awards, pero perdió ante Soulcalibur y Knockout Kings 2000, respectivamente. Su banda sonora ha sido señalada como una gran influencia en los millennials.

### Ventas
Tony Hawk's Pro Skater fue el tercer título de PlayStation más vendido en noviembre de 1999 en los Estados Unidos. Desde su fecha de estreno hasta fines de diciembre de 1999, el videojuego vendió más de 350.000 unidades y estuvo disponible en más de 10.000 minoristas en todo el país. La versión para PlayStation recibió un premio de ventas "Platino" de parte de Entertainment and Leisure Software Publishers Association (ELSPA), lo que indica ventas de al menos 300.000 copias en el Reino Unido. Las versiones para PlayStation de Tony Hawk's Pro Skater y su sucesor fueron, respectivamente, el tercer y segundo videojuego para consolas más vendido en 2000. La versión para Nintendo 64 fue el sexto título de la consola más vendido en los Estados Unidos durante la semana del 19 al 26 de noviembre de 2000. Desde 2001 ha vendido 3,5 millones de unidades.

## Secuelas
El videojuego dio inicio a una franquicia exitosa, recibiendo ocho secuelas anuales desarrolladas por Neversoft desde Pro Skater 2 de 2000 hasta Proving Ground de 2007.

## Curiosidades
- El modo "Replay" fue eliminado a partir de la versión 2, de esta manera se prescinde de un atributo del videojuego que permitía ver una repetición de los últimos movimientos realizados.
- Los desarrolladores del videojuego, muchos de ellos totalmente ajenos al mundo del skateboarding, hicieron captura de movimientos de los jugadores usando skates en las mismas oficinas de Neversoft.